# Nadezjda Olimpijevna Ziber-Sjumova
Nadezjda Olimpijevna Ziber-Sjumova, död 1914, var en rysk kemist. Hon uppskattas ha publicerat fler vetenskapliga skrifter om kemi än någon annan kvinna före 1900-talet.
Hon var gift med marxisten och ekonomen Nikolaj Ziber, som 1872 flyttade till Schweiz. Hon fick där en utbildning i kemi genom att närvara vid föreläsningar på universitet, även om hon aldrig formellt blev student. Hon var sedan aktiv som forskare och författare i kemi. År 1891 blev hon en av grundarna av Kejserliga Institutet för Experimentell Medicin i St. Petersburg, samt chef för departementet för kemi och biokemi.